# Tarot de Marsella

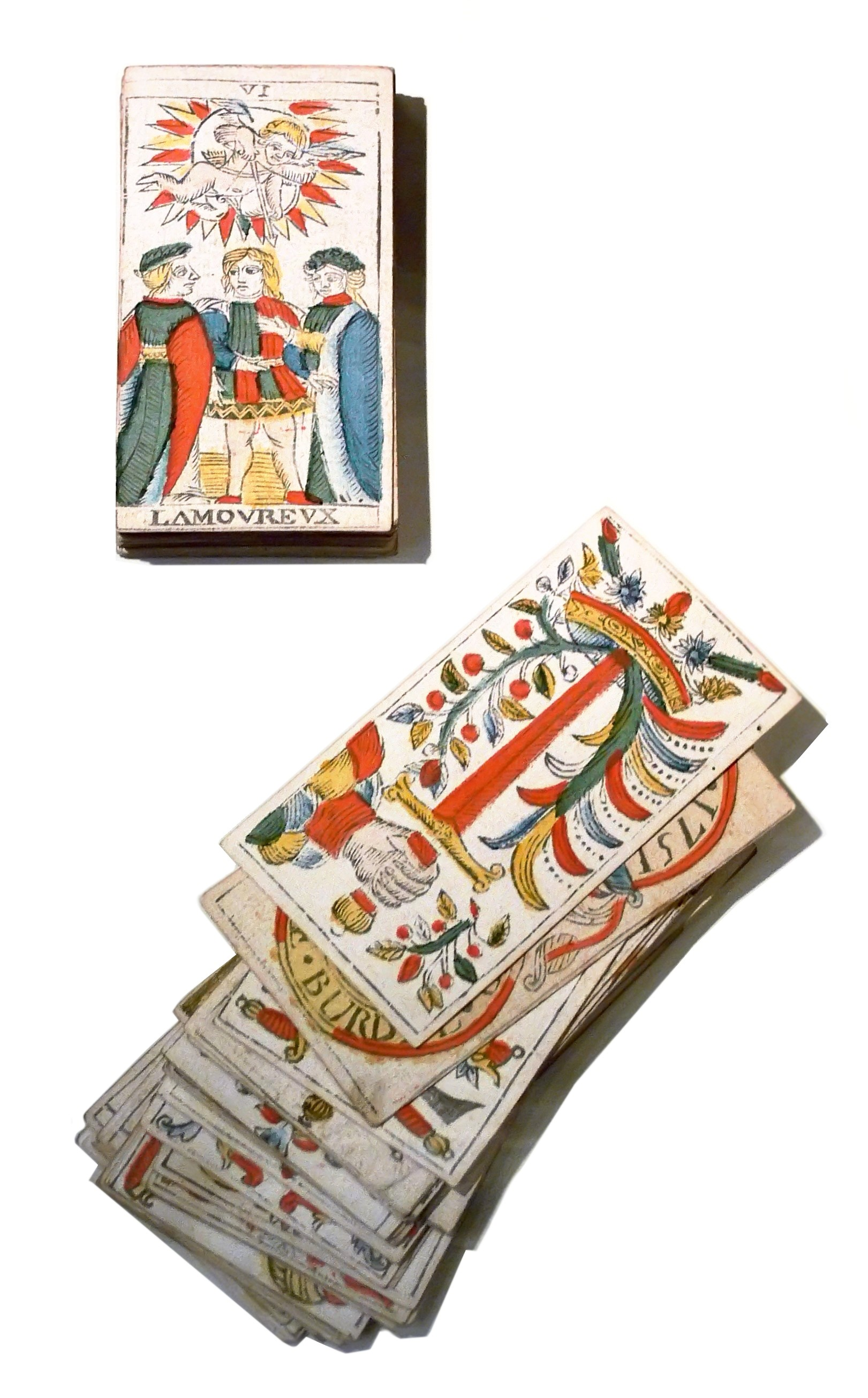
Cartes de 1751

El Tarot de Marsella és un dels referents en el disseny de cartes de tarot.

## Orígens

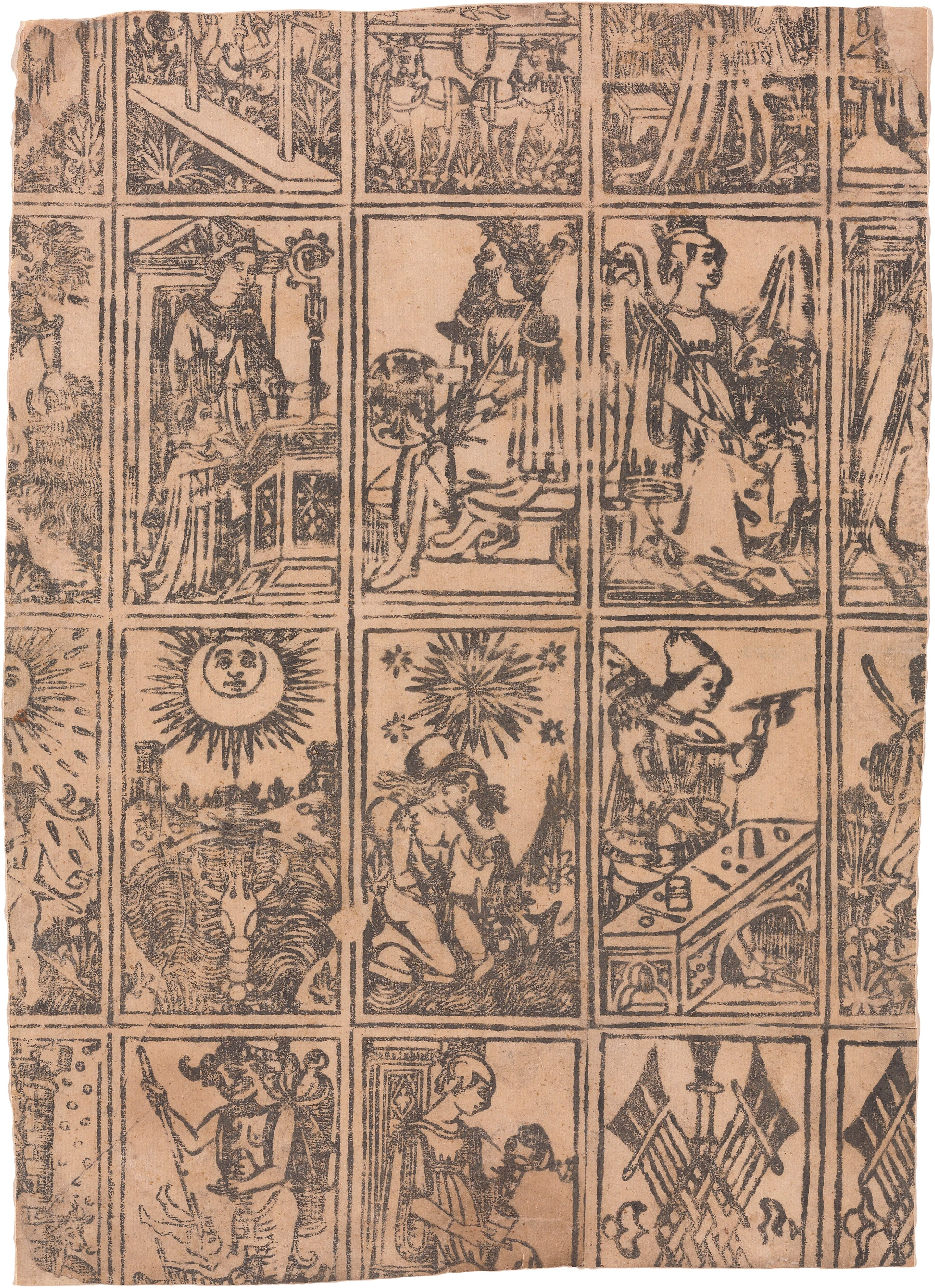
Full de Milà sense tallar, c. 1500

La recerca de Michael Dummett el va dur a la conclusió que (basat en la manca d'evidència documental anterior) el joc del tarot probablement havia estat inventat al nord d'Itàlia al segle xv i introduït al sud de França quan aquesta conquerí Milà i el Piemont el 1499.
La versió de 78 cartes del Tarot desaparegué d'Itàlia, però sobrevisqué a França i Suïssa. Quan el joc fou reintroduït al nord d'Itàlia, ho feu amb el disseny marsellès. Tots els dissenys italians de jocs de tarot externs a Itàlia són descendents de l'estil milanès-marsellès amb l'excepció d'algunes baralles primerenques de França i Bèlgica, que mostren una important influència del Tarot Bolonyès (vegeu més avall). Les cartes més antigues que ens han arribat foren creades per Jean Noblet, de París, al voltant de 1650.
El documental Les mystères du Tarot de Marseille explica que la feina de Marsilio Ficino fa d'ell un més que possible inspirador de la imatgeria pròpia del disseny marsellès.

## Etimologia del nom
El nom Tarot de Marseille no és particularment antic, sinó que va ser adoptat en 1856 per l'historiador de cartes francès Romani Merlin, i fou popularitzat pels cartomants francesos Eliphas Lévi, Gérard Encausse i Paul Marteau, que feren servir aquest nom col·lectiu per referir-se a una varietat de dissenys molt semblants, originaris de la ciutat de Marsella. D'aquí sorgiria el patró de nombrosos jocs del Tarot del segle xix i dels que es derivarien d'aquests.
Hi ha qui s'hi refereix amb les inicials "TdM". Això permet l'ambigüitat de referir-se, amb la "M", tant a Marsella com a Milà, regió que també reclama ser reconeguda com a origen del disseny de les imatges.

## Estructura

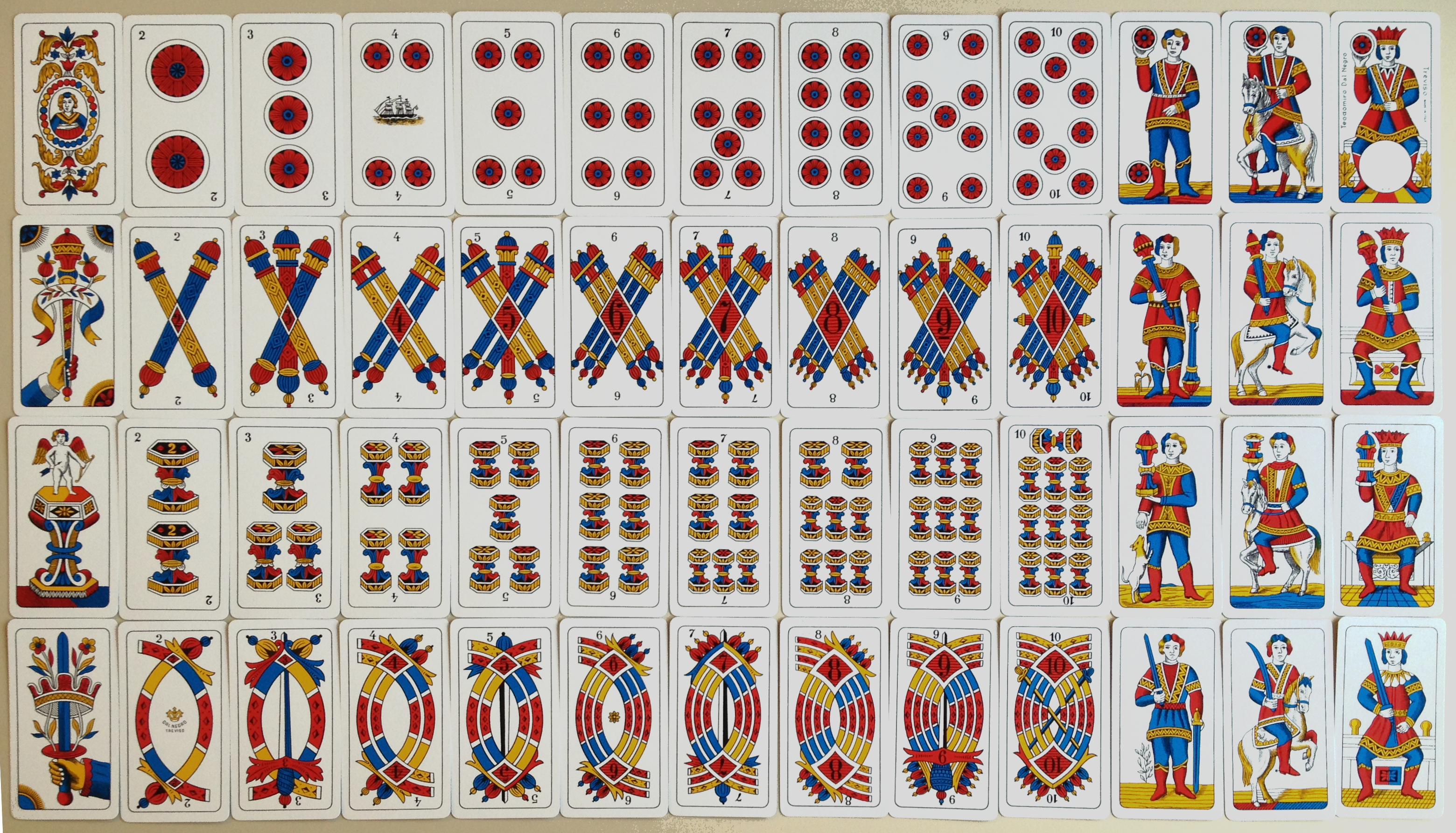
Joc de cartes del nord d'Itàlia. Com el Tarot de Marsella, distingeix els bastos de les espases usant línies rectes o corbes segons el cas.

Tal com passa en altres baralles, el Tarot de Marsella conté 56 cartes dividides en quatre colls i identificades amb els seus noms francesos Bâtons (Bastos), Épées (Espases), Coupes (Copes), i Deniers (Oros). Es troben numerades de l'as al 10 per cada un dels colls.
De la mateixa manera, hi ha quatre figures per cada coll: el Valet (o Patge o Sota), Chevalier o Cavalier (Cavaller o Cavall), Dame (Reina) i Roi (Rei). Ocultistes i lectors del tarot actuals donen el nom d'Arcans menors a aquestes sèries (o Arcanes Mineures, en francès). Aquestes figures són anomenades a vegades Les Honneurs (els Honors) o bé Les Lames Mineures de Figures (Les Figures menors).
En el Tarot de Marsella, igual que passa amb els models italians, les cartes pip del coll d'espases estan dibuixades com a símbols abstractes de línies corbes, recordant les formes d'una màndorla. En el coll d'espases, només les cartes senars presenten una espasa al bell mig. El coll de bastos, per altra banda, es troba format per línies rectes que formen un enreixat en els nombres parells i mostren una vara en el centre en el cas de les cartes senars. La línia recta dels bastos i la corba de les espases continuen la tradició de les cartes mameluques, en la que les espases representen simitarres i els bastos maces de polo. En aquesta abstracció, el tarot i la tradició dels jocs de cartes italians divergeixen de les cartes espanyoles, en les que les espases i els bastos tenen un dibuix més representatiu.
Les copes i els oros es dibuixen de manera molt diferenciada i en moltes baralles els espais en blanc apareixen decorats amb decoracions florals. El dos de copes sol contenir un caduceu floral amb dos caps de dofí. El dos d'oros normalment uneix les dues monedes amb una cinta, que sol ser el lloc on en fabricant de la baralla inclou el seu nom i la data.
També hi ha el coll dels vint-i-dos atouts (trumfos). El Boig, que no té numeració, es contempla de manera separada i addicional als altres 21 trumfos, perquè normalment no pot guanyar una jugada. Els ocultistes (i molts tarotistes actuals) es refereixen a aquestes cartes com Arcans majors (Arcanes Majeures en francès).
L'etiquetatge de les cartes és una pràctica d'origen francès, els italians no ho feien i recordaven el nom de memòria. La carta XIII normalment no duu cap nom tant a versions antigues com modernes del Tarot de Marsella (Per aquest motiu sovint se l'anomena Arcane sans nom o Arcà sense nom), però és important recordar que en el tarot Noblet (circa 1650), la carta fou anomenada LAMORT. Per altra banda, en altres tarots (com el Tarot Rider-Waite) la carta XIII és anomenada La Mort.
Els noms donats als trumfos de la tradició marsellesa difereixen dels jocs italians primerencs. La francesa La Force (Força) és, en italià, La Fortezza (Coratge, la virtut cardinal); L'Amoreux (l'Enamorat o els Enamorats) és en italià l’Amore (Amor); Le Jugement (el Judici) és l'Angelo (l'Àngel) o le Trombre (les Trompetes); L'Ermite (l'Ermità) es presenta com il Gobbo (el Geperut), il Vecchio (l'Ancià) o il Tempo (el Temps). Le Pendu (el Penjat) és il Traditore (el Traïdor);la Torre/la Maison Dieu (la Torre/la Casa de Déu) és la Sagitta (la Fletxa), la Saetta (el Llamp), la Casa del Diavolo (la Casa del Diable, la Casa del Dannato (la Casa del Condemnat), il Fuoco (el Foc) o l'Inferno (l'Infern). L'ordre de les cartes pot variar segons la regió o l'època.
Les següents imatges són del Tarot Jean Dodal, impreses a Lió a principis del segle xviii. De la mateixa manera que amb altres jocs del tarot, utilitza el numeral romà "IIII" en lloc de "IV" .

## Variants

### Tarot Besançon i l'estil suís
L'ús obvi d'imatges tradicionalment cristianes (com el Papa, el Diable, la Parca o el Judici Final) juntament amb imatges controvertides com la Papessa (carta que podria estar basada en el mític Papa Joan), han donat lloc a tota mena de discussions des del Renaixement fins a l'actualitat.
Una variant del Tarot de Marsella, anomenada actualment Tarot de Besançon, elimina les controvertides imatges del Papa i la Papessa i posa, en el seu lloc, Juno amb el seu paó i Júpiter amb la seva àguila. Aquesta baralla és feu popular entre els catòlics que vivien en les regions properes a comunitats protestants. Per altra banda, els protestants i els catòlics que vivien fora de les zones conflictives preferiren utilitzar el model de Marsella. Durant la Revolució francesa, l'Emperador i l'Emperadriu esdevingueren un tema de controvèrsies similars i van ser substituïts per l'Avi i l'Àvia. Una variant actualitzada de l'estil de Besançon és el Tarot Suís 1JJ, que encara continua usant-se per jugadors de Troccas i Troggu.

### L'estil piemontès i el llombard

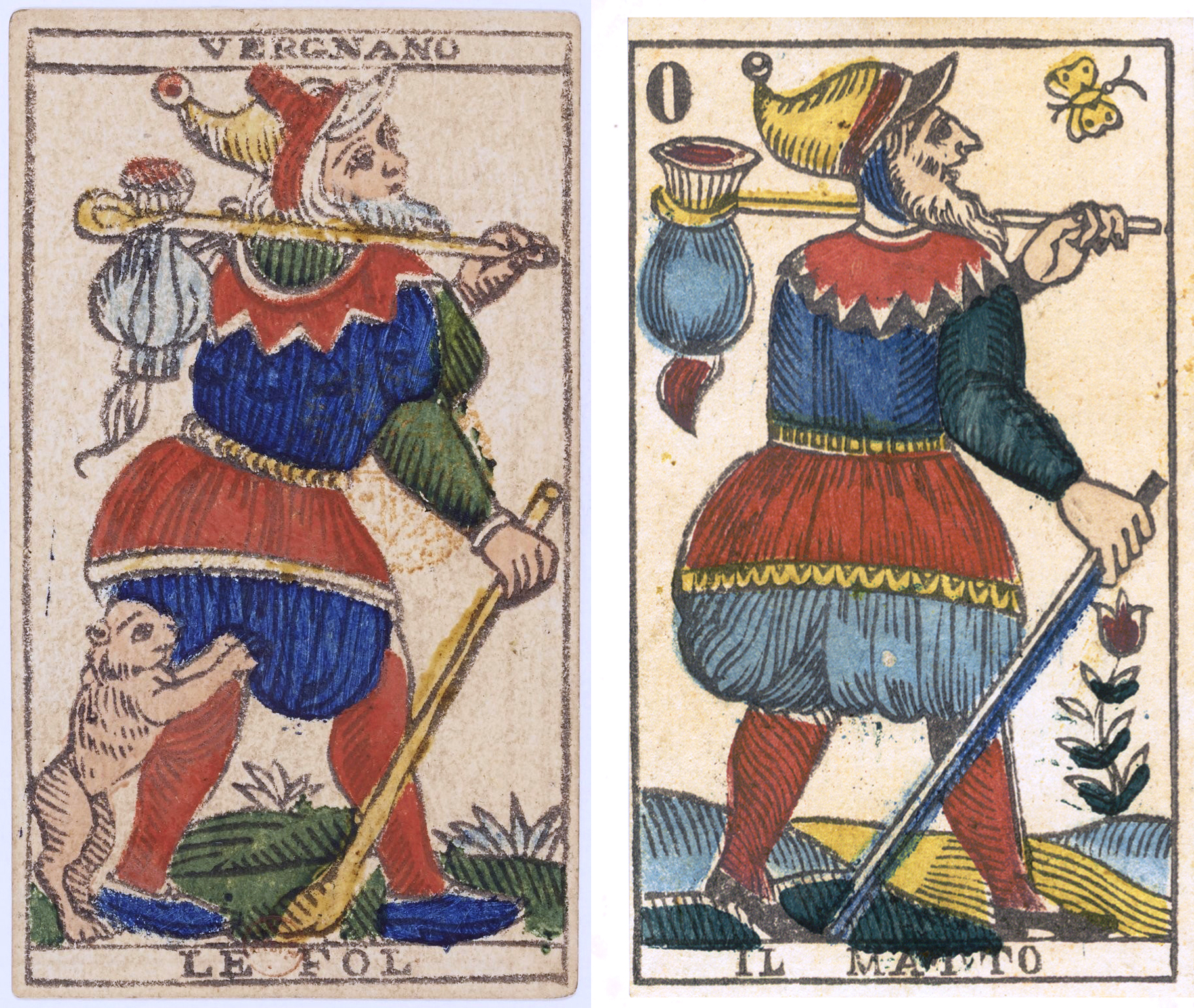
Le Fol - Il Matto. Dues versions diferents del Foll, del Tarot Vergnano imprès en Torí (Itàlia del nord) per Stefano Vergnano: 1827 (esquerra) i als voltants de 1830 (dreta).

A principis del segle xviii el Tarot de Marsella va ser introduït al nord d'Itàlia, començant pel Regne de Sardenya, que incloïa el Ducat de Savoia (ara a França) i el Piemont, on la manufactura dels naips col·lapsà, fet al qual seguí una severa depressió. Els jugadors piemontesos no tingueren dificultats per incorporar el Tarot de Marsella, ja que les imatges eren similars i que la llengua francesa es trobava molt estesa dins el Piemont.
Al voltant del 1820 alguns artesans de Torí, capital del Regne de Sardenya, van començar per fabricar tarots marsellesos i, pocs anys després, introduïren títols en italià i petites variacions en certes figures. Per exemple, el Foll no era perseguit per un animal salvatge però tenia una papallona a sobre. En unes poques dècades, variació rere variació, es consolidà la iconografia del Tarot Piemontès que, per aquest motiu, pot ser considerat com una derivació del Tarot de Marsella. Actualment és el joc de tarot més estès a Itàlia.
En l'austríac Ducat de Milà (conegut en l'actualitat com Llombardia), l'estil de Marsella també va arrelar amb els títols italians a partir de 1810. La carta de la Mort rebé noms molt variats per part dels nombrosos artesans, tals com il Tredici (el Tretze), lo Specchio (l'Esquelet) i Uguaglianza(Igualtat). Aquest model deixà de produir-se abans de la Primera Guerra Mundial.
Al voltant del 1835, Carlo Della Rocca, de Milà, gravà una elaborada interpretació del model marsellès. Esdevingué popular a tota Llombardia durant el segle xix i s'estengué per tot el Piemont, on una doble versió fou adaptada als gustos locals i mantingué la seva popularitat fins als anys 1950.

### Primers jocs francesos i el model belga
Algunes de les baralles franceses més antigues mostren certes curiositats: el luxós tarot lionès de 1157 de Catelin Geoffrey, el tarot de principis de segle xvii de París i la baralla parisenca de Jacques Viéville, comparteixen vàries característiques entre ells i el tarot de Marsella, però també tenen dissenys que semblen derivar de la tradició bolonyesa-florentina, com es pot veure al Tarot Bolonyès i al Minchiate.
Adam d'Hautot, de Rouen, va produir un joc similar al de Viéville al voltant del segon quart del segle xviii on la Papesse és reemplaçada per Le 'Spagnol Capitano Eracass (l'Espanyol Capità Fracasso, un personatge de la Commedia dell'arte). El Papa, que sovint aguantava un orb o un calze cobert, és reemplaçat per Dionís (el déu grec de vi) aguantant una copa o ampolla de vi i una branca de parra o un grapat de raïms, a cavall d'un tonell de cervesa o vi (aquest motiu va ser copiat del Dos d'Aglans trobat en l'estil alemany); el Penjat ja no es troba cap per avall; la Temperança sosté el lema FAMA SOL en un pergamí; la Torre és anomenada La Foudre (el Llamp en francès) i mostra un home assegut davall un arbre que està essent impactat pel llamp. L'Estrella mostra un home amb brúixoles observant el cel vora una torre. La Lluna mostra una dona que maneja una filosa i El Sol presenta un home a cavall amb una pancarta. El Món representa una dona despullada sobre un globus, separant-se d'una lluna en un cel estrellat i un sol en el cel blau sobre una torre que s'aixeca del terra. A diferència de la resta de tarots, el Foll es troba numerat com el trumfo XXII, així que podria haver estat el més alt. Aviat es produïren jocs molt semblants alsPaïsos Baixos austríacs (avui en dia, Bèlgica) fins al principi del segle xix. La caixa indica que foren anomenades, de manera local, "Cartes de Suïssa". Això pot suggerir que els jugadors belgues es veien influïts per un nou joc, provinent de Suïssa, en el que el Foll és tractat com el trumfo més alt, de la mateixa manera que el Troggu.
Dummett especula que aquesta família de baralles especialment les dissenyades per Viéville, s'originaren a les regions de Savoia, el Piemont i Llombardia, i que foren usades fins al col·lapse de la manufactura local a finals del segle xvii (com ja s'ha explicat abans). L'ordre dels trumfos de Viéville és gairebé idèntic als dissenys del segle xvi sorgits a Pavia i Mondovì. Sigui com sigui, no es coneix cap d'aquestes cartes d'abans del segle xviii que hagi sobreviscut per a provar o desmentir aquesta teoria.

## Història posterior
Les cartes s'imprimien inicialment mitjançant xilografia i eren acolorides a mà o per estergit. Durant el segle xvi i a principis del XVII es convertí en un joc molt popular, però després caigué en l'oblit amb l'excepció de la França oriental i Suïssa. Poques cartes del segle xvii amb el disseny de Marsella han arribat als nostres dies, i entre les que ho han fet destaquen les de Noblet. Per altra banda, es coneixen dotzenes de baralles del segle xviii. A mitjans d'aquest segle el joc s'estén de França i Suïssa cap al nord, cap a Suècia, i cap a l'est, cap a Rússia, convertint-lo en un dels jocs de cartes més populars del moment, fins que fou superat pel Whist en el segle xix.
Un artesà molt conegut que treballà l'estil de Marsella fou Nicolas Conver (Circa, 1750). Aquest va ser el joc (o un molt similar) que captivà Antoine Court de Gébelin en el segle xviii. Els escrits de Gébelin, que contenien nombroses especulacions sobre un suposat origen egipci de les cartes i símbols esotèrics en les seves il·lustracions, cridaren l'atenció dels ocultistes cap aquest joc. De la mateixa manera, el joc de Conver esdevingué el model per a les posteriors versions esotèriques, començant per la baralla dissenyada per Etteilla. A finals del segle xviii la cartomància amb el Tarot havia esdevingut una pràctica habitual. Alexis-Vincent-Charles Berbiguier va informar d'una trobada amb dues "sibil·les" que havien endevinat el futur amb cartes del tarot durant la darrera dècada del segle a Avinyó.
De mitjans del segle xviii a principis del XIX, el tarot marsellès i el de Besançon foren reemplaçats pels tarots animals, d'origen francès, a la major part d'Europa. Aquests, per la seva banda, foren reemplaçats pels tarots de gènere costumista com el Industrie und Glück. Els jugadors francesos ignoraren els tarots animals, però en el segle XX adoptaren el costumista Tarot Nouveau. Els camioners francesos continuaren utilitzant l'estil de Marsella pel Tarot Francès fins a finals dels 1970.

## Influència en el disseny i l'ús del tarot francès i anglès
En el món de parla anglesa no hi ha tradició d'utilitzar el tarot com a joc de cartes, així que només es donaren a conèixer gràcies a l'esforç d'ocultistes influïts per tarotistes francesos com Etteilla i, més tard, Eliphas Lévi. Aquests ocultistes acabaren produint baralles de cartes d'estil esotèric que reflectien les seves pròpies idees i que han gaudit de gran difusió en el món anglòfon. Els més coneguts i estesos són el Tarot Rider-Waite (dissenyat per Arthur Edward Waite i il·lustrat per Pamela Colman Smith), i el Tarot de Thoth (dibuixat per Frieda Harris segons les indicacions d'Aleister Crowley), dels quals s'han derivat nombroses versions o dissenys inspirats en els d'aquestes cartes. Waite, Colman Smith, Crowley i Harris foren, si bé no tots hi coincidiren en el temps, membres de l'influent i victorià Orde Hermètic de l'Alba Daurada. Per altra banda, l'Orde rebé una considerable influència de Lévi i altres ocultistes francesos. Tot i que també reberen influències, respectivament, d'altres ocultistes (com Eitella, en el cas dels arcans menors del tarot Rider), els tarots de Waite/Colman i Crowley/Harris foren principalment inspiradors per la filosofia i l'escola tarotista de l'Alba Daurada.
L'Orde Hermètic de l'Alba Daurada era, en essència, la primera del món anglosaxó que s'aventurà en l'esoterisme del tarot. Ocultistes francòfons com Court de Gebelin, Etteilla, Eliphas Lévi, Oswald Wirth i Gérard Encausse jugaren un paper important a l'hora d'influir en la formació de tarot esotèric. La influència d'aquests ocultistes ha arribat fins i tot a la interpretació de les pròpies cartes de Marsella.
Tot i que el Tarot de Marsella no és quelcom "ocult" en si mateix, la imatgeria de les seves làmines fou reivindicada per Lévi, qui hi veié influències hermètiques (com l'alquímia o l'astrologia). En el Tarot dels Bohemis, Eliphas Lévi declara: "Aquest llibre, que podria ser més vell que Henoc, mai no ha estat traduït, però encara es preserva de manera íntegra, en personatges primitius, en fulles separades, com les taules dels ancians... és, en veritat, un treball monumental i extraordinari, fort i simple com l'arquitectura de les piràmides i, en conseqüència, resistent com aquestes. Un compendi de totes les ciències, que pot resoldre tots els problemes amb les seves combinacions infinites, que parla per a evocar el pensament, és inspirador i moderador de tots els conceptes possibles i, possiblement, la clau mestre de la ment humana. És per ser comptat, sense cap mena de dubte, entre els grans regals que ens ha llegat l'antiguitat…"
En el món de parla francesa, tarotistes, cartomants i altres esotèrics, com Alejandro Jodorowsky, Kris Hadar entre d'altres, continuen utilitzant el Tarot de Marsella. En els anys 1990 Jodorowsky contactà amb un descendent de la família Camoin, que ha imprès el Tarot de Marsella des del segle xix. Van treballar junts durant gairebé una dècada, restaurant les 78 cartes i incloent els 11 colors de la impressió original. Els tarots de la tradició anglesa (com el Rider-Waite i aquells que s'hi han inspirat) també estan obtenint popularitat als països francòfons.
Paul Marteau va iniciar el sistema: nombre + coll + disseny per a interpretar els arcans menors, aportant els significats cartomàntics per interpretar les cartes pip del Tarot de Marsella al seu llibre Le Tarot. Fins i tot avui dia, com es pot observar als fòrums i als llocs d'Internet dels tarotistes francòfons, molts d'ells fan servir només els arcans majors per l'endevinació. De fet, reconeixent això, la major part dels llibres francòfons sobre el Tarot de Marsella (fins i tot els prestigiosos, com el de Picard) discuteixen el simbolisme i interpretació només dels arcans majors.

## Reproduccions
L'empresa italiana Lo Scarabeo ha imprès la reproducció facsímil de la baralla del segle xvii de Nicholas Conver (amb una carta reconstruïda, ja que s'havia perdut l'original), amb l'ISBN 0-7387-0014-2. La firma francesa Héron també publicà una fotoreproducció de Conver conservada a la Bibliothèque Nationale.
Altres ofereixen versions de models antics, dels quals Grimaud és, possiblement, l'autor més conegut (dissenyat per Paul Marteau, esmentat abans). L'espanyol Fournier n'imprimí una edició. Lo Scarabeo imprimí una edició basada en la baralla suïssa de 1751 de Claude Brudel, tot i que la modifica numerant la carta del Foll com 0 (ISBN 0-7387-0011-8). U.S. Games / Cartamundi també imprimí una versió basada en el Tarot Dodal de 1701, però no l'ha tornat a editar.
Jean-Claude i Roxanne Flornoy publicaren una acurada reedició dels tarots de Noblet i de Dodal.
En 1998, després de quatre anys d'investigació, Alejandro Jodorowsky i Philippe Camoin van publicar la versió restaurada del Tarot de Marsella, basada en la restauració dels motlles de fusta de les cartes originals i l'estudi de les baralles més antigues. També, Daniel Rodes i Encarna Sànchez publicaren una edició nova anomenada Les antigues icones del tarot reconstruïdes segons el Tarot de Marsella.
Més recentment, Igor Barzilai ha publicat una restauració del Tarot Nicolas Conver, pintada a mà i utilitzant tècniques de paper antic.
El Tarot Dodal conservat a la Bibliothèque Nationale ha estat publicat per Dussere, però actualment es troba descatalogat.